# روابط ارمنستان و یونان
روابط دوجانبه بین ارمنستان و یونان وجود دارد. به دلیل روابط قوی سیاسی، فرهنگی و مذهبی بین دو ملت که اکثریت قریب به اتفاق ارمنی‌ها و یونانی‌ها مسیحیت شرقی هستند، ارمنستان و یونان امروزه از روابط دیپلماتیک عالی برخوردار هستند. روابط آنها به دلیل ریشه‌های مذهبی و فرهنگی و همزیستی در دوره بیزانس و تحت امپراتوری عثمانی، همیشه از نظر عاطفی و تاریخی قوی بوده‌اند.
روابط دوجانبه بین ارمنستان و یونان وجود دارد. به دلیل روابط قوی سیاسی، فرهنگی و مذهبی بین دو ملت (اکثریت قریب به اتفاق ارمنی‌ها و یونانی‌ها مسیحیت شرقی هستند)، ارمنستان و یونان امروزه از روابط دیپلماتیک عالی برخوردار هستند. آنها به دلیل ریشه‌های مذهبی و فرهنگی و همزیستی در دوره بیزانس و تحت امپراتوری عثمانی، همیشه از نظر عاطفی و تاریخی قوی بوده‌اند.
هر سه رئیس‌جمهور ارمنستان به یونان سفر کردند و تماس‌های سطح بالایی بین دو کشور وجود دارد. یونان به‌طور رسمی نسل‌کشی ارمنی‌ها را در سال ۱۹۹۶ به رسمیت شناخت، در حالی که ارمنستان به‌طور رسمی نسل‌کشی یونانیان را در سال ۲۰۱۵ به رسمیت شناخت. هر دو کشور عضو کامل سازمان همکاری اقتصادی دریای سیاه و شورای اروپا هستند.

## تاریخچه

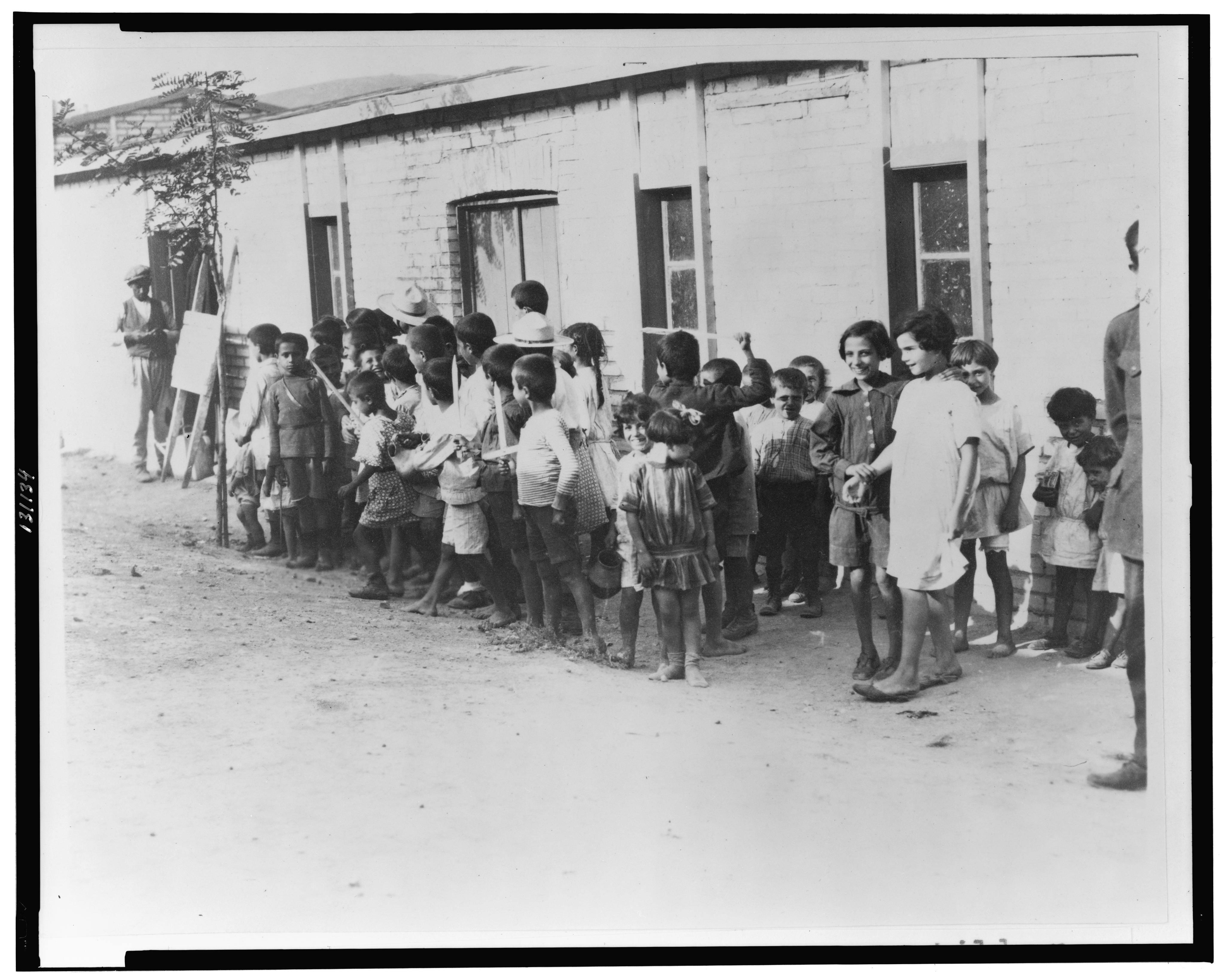
کودکان پناهنده یونانی و ارمنی در سال ۱۹۲۳ در خارج از پادگان‌های نزدیک آتن، پس از اخراج آنها از ترکیه

ارمنی‌ها و یونانی‌ها هر دو به عنوان تمدن‌های باستانی قرن‌ها با هم زندگی می‌کردند. اسناد باستانی مورخان یونانی وجود دارد که ریشه‌های ارمنی‌ها را نشان می‌دهد. اولین اشاره به ارمنستان توسط مورخ یونانی هکاتائوس اهل میلتوس در سال ۵۲۵ قبل از میلاد ثبت شده است. بر اساس فرضیه ای که توسط زبان شناسان در قرن بیستم ارائه شد، زبان ارمنی و یونانی اجداد مشترکی دارند. این امر منجر به پیشنهاد یک زبان یونانی-ارمنی شده است که پس از تاریخ گذاری زبان نیاهندواروپایی است. هرودوت باور دارد که ارمنی‌ها از نوادگان فریگی‌ها هستند. افلاطون فیلسوف یونان باستان، در ابتدا متوجه شباهت‌های بین زبان‌های یونانی و زبان فریجی شده بود. علاوه بر این استرابون تاریخ‌نگار و جغرافی‌دان یونانی نوشته است که وطن اجدادی ارمنی‌ها یا طبقه حاکمه آنها، قبل از مهاجرت آنها به آسیای صغیر، دره ای در تسالی بوده است که نام آنها به این نام خوانده شده است. زنجیره ای از اشارات باستانی رابطه نزدیک بین دو قوم را نشان می‌دهد.
پس از نابودی امپراتوری سلوکی، دولت یونانی هلنیستی جانشین امپراتوری کوتاه مدت اسکندر مقدونی، دولت ارمنی هلنیستی در سال ۱۹۰ قبل از میلاد تأسیس شد.
علیرغم این واقعیت که بازی‌های المپیک باستان یک رقابت کاملاً یونانی بود، پس از قرن اول پس از میلاد بسیاری از ارمنی‌ها موفق شدند در آن شرکت کنند. اولین المپیک ارمنی در بازی‌های المپیک باستان تیریداتوس سوم بود.
گفته می‌شود که زبان ارمنی از یونان باستان تأثیر گرفته است، اما هر دو زبان در طول زمان به‌طور متفاوتی توسعه یافته‌اند. الفبای ارمنی (که در سال ۴۰۵ ایجاد شد)، که از چپ به راست نوشته می‌شود و مانند دیگر خط‌های حوزه مدیترانه یا خاورمیانه از راست به چپ نوشته نمی‌شود، شباهت یونانی خاصی دارد.

## دوران معاصر

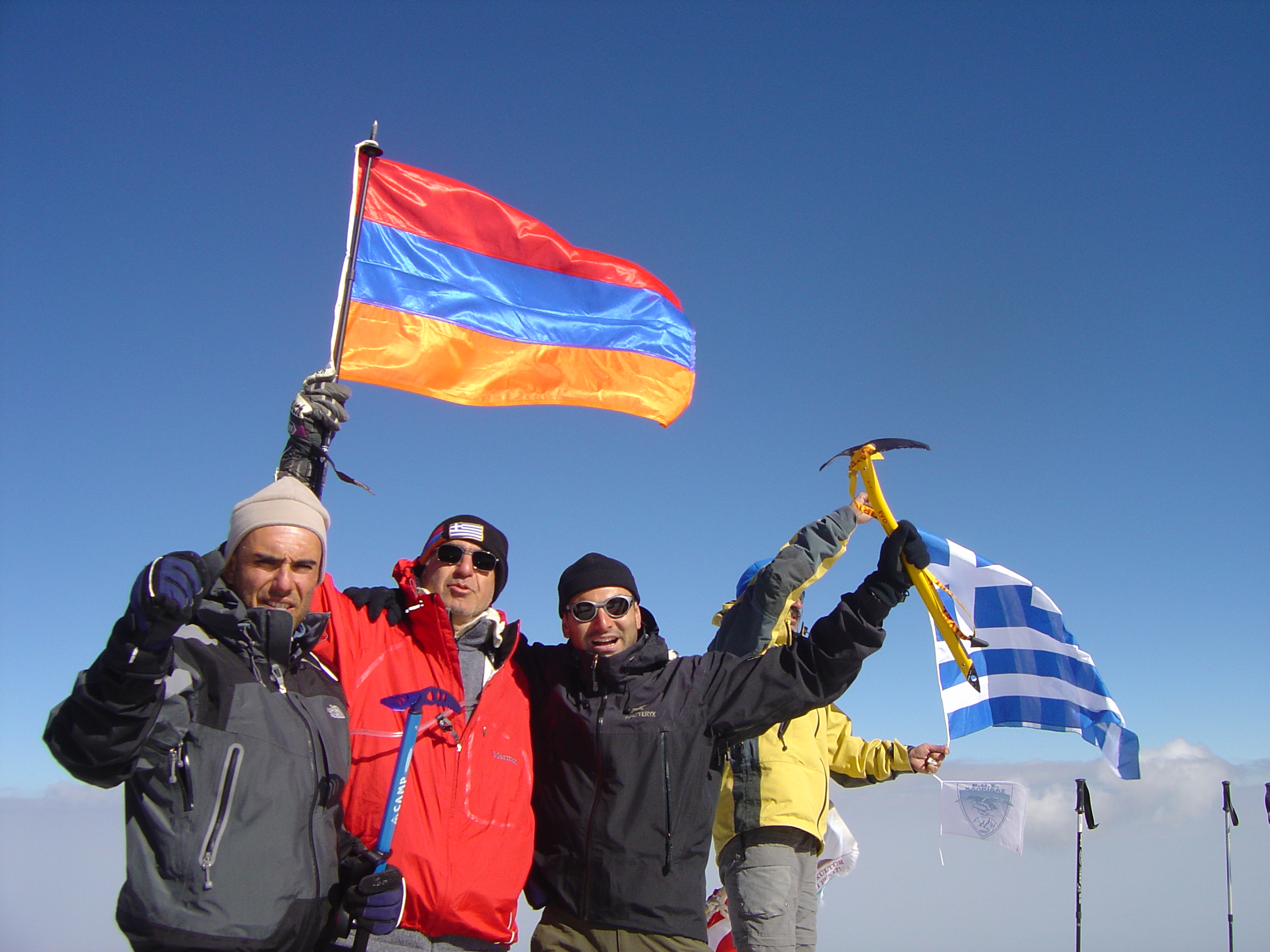
کوهنوردان یونانی و ارمنی در قله کوه آرارات

### روابط سیاسی
یونان یکی از اولین کشورهایی بود که استقلال ارمنستان را در ۲۱ سپتامبر ۱۹۹۱ به رسمیت شناخت. هر دو کشور در پایتخت‌های خود سفارت دارند. همچنین یونان یکی از کشورهایی است که نسل‌کشی ارمنی‌ها را به رسمیت شناخته و از معدود کشورهایی است که انکار نسل‌کشی را جرم انگاری کرده است. از زمان اعلام استقلال در ارمنستان، دو کشور در چارچوب سازمان‌های بین‌المللی (سازمان ملل متحد، سازمان امنیت و همکاری اروپا، شورای اروپا، سازمان همکاری اقتصادی دریای سیاه) شریک بوده و یونان به‌طور قاطع از برنامه‌های اجتماعی که هدفشان توسعه بیشتر روابط بین اتحادیه اروپا و ارمنستان است، حمایت می‌کند.
بازدیدهای مستمر از بالاترین سطح نشان داده است که هر دو کشور خواهان ادامه ارتقای سطح دوستی و همکاری هستند. رئیس‌جمهور ارمنستان لوون تر پتروسیان در سال ۱۹۹۶ از یونان بازدید کرد، رئیس‌جمهور یونان کنستانتینوس استفانوپولوس در سال ۱۹۹۹ از ارمنستان بازدید کرد، رئیس‌جمهور ارمنستان رابرت کوچاریان از یونان در سال‌های ۲۰۰۰ و ۲۰۰۵ بازدید کرد. علاوه بر این، سرژ سرکیسیان رئیس‌جمهور ارمنستان در سال ۲۰۱۱ از یونان بازدید کرد و در سال ۲۰۱۴ ارمنستان از کارولوس پاپولیاس رئیس‌جمهور یونان در ایروان استقبال کرد.
در طول همه‌گیری کووید-۱۹، یونان ۳۵۰۰۰ واکسن به ارمنستان اهدا کرد.

### نظامی
یونان پس از روسیه یکی از شرکای نظامی اصلی ارمنستان است. افسران ارمنی در آکادمی‌های نظامی یونان آموزش می‌بینند و کمک‌های فنی مختلف توسط یونان ارائه می‌شود. از سال ۲۰۰۳، یک جوخه ارمنی به عنوان بخشی از گردان یونانی KFOR در کوزوو مستقر شده است. در سال ۲۰۱۱، سرهنگ سامول رامازیان، وابسته نظامی ارمنستان در یونان و قبرس، گفت که همکاری نظامی ارمنستان و یونان به‌طور پیوسته در حال توسعه است.

## نمایندگی‌ها
- ارمنستان یک سفارت در آتن و یک کنسول افتخاری در تسالونیکی دارد.
- یونان در ایروان سفارت دارد.

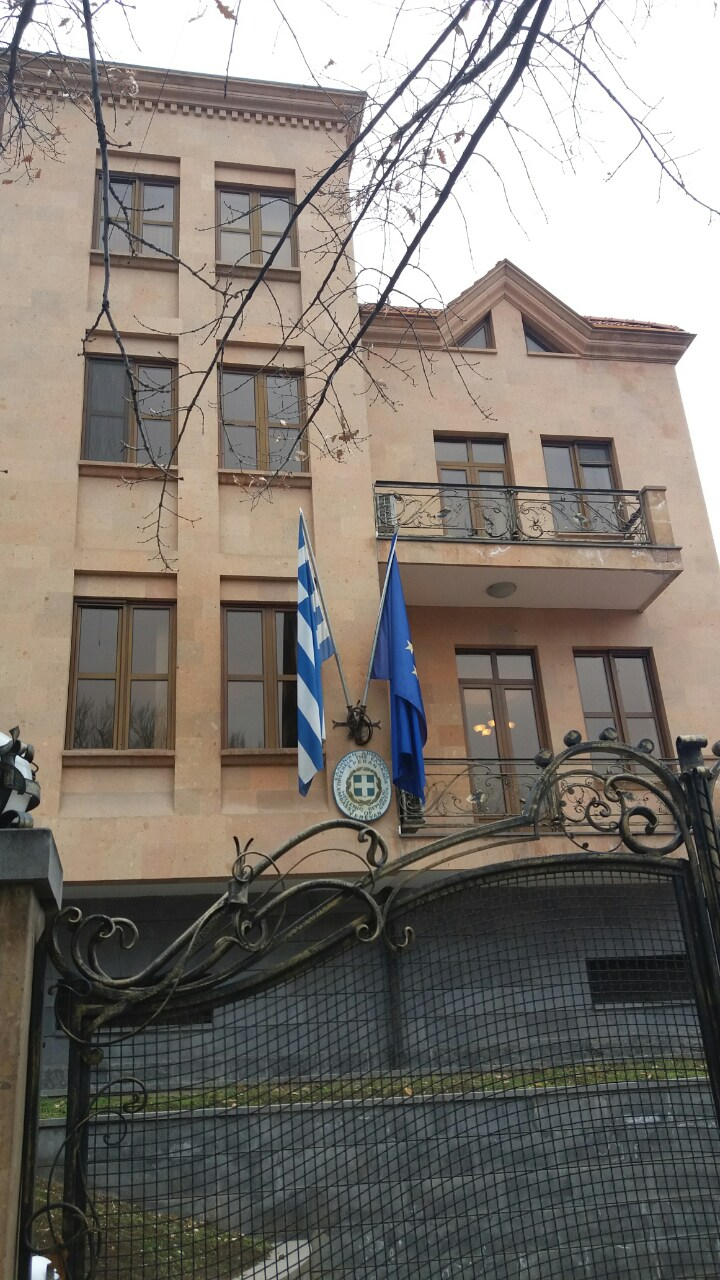
سفارت یونان در ایروان